# Condado de Meriwether
El condado de Meriwether (en inglés: Meriwether County), fundado en 1827, es uno de 159 condados del estado estadounidense de Georgia. En el año 2007, el condado tenía una población de 22 748 habitantes y una densidad poblacional de 9 personas por km². La sede del condado es Greenville. El condado recibe su nombre en honor al general David Meriwether. El condado también forma parte del área metropolitana de Atlanta.

## Geografía
Según la Oficina del Censo, el condado tiene un área total de 1309 km² (505,4 mi²), de la cual 1303 km² (503,1 mi²) es tierra y 5 km² (1,9 mi²) (0.41%) es agua.

### Condados adyacentes
- Condado de Coweta (norte)
- Condado de Spalding (noreste)
- Condado de Pike (este)
- Condado de Upson (sureste)
- Condado de Talbot (sur)
- Condado de Harris (suroeste)
- Condado de Troup (oeste)

## Demografía
Según el censo de 2000,los ingresos medios por hogar en el condado eran de $31 870, y los ingresos medios por familia eran $37 931. Los hombres tenían unos ingresos medios de $29 766 frente a los $21 444 para las mujeres. La renta per cápita para el condado era de $15 708. Alrededor del 17.80% de la población estaban por debajo del umbral de pobreza.

## Transporte

### Principales carreteras
- U.S. Route 27
- Ruta Estatal de Georgia 18
- Ruta Estatal de Georgia 41
- Ruta Estatal de Georgia 74
- Ruta Estatal de Georgia 85
- Ruta Estatal de Georgia 100
- Ruta Estatal de Georgia 109
- Ruta Estatal de Georgia 173

## Localidades
- Gay
- Greenville
- Lone Oak
- Luthersville
- Manchester
- Warm Springs
- Woodbury